# Żdżary (powiat grójecki)
Żdżary – wieś sołecka w Polsce położona w województwie mazowieckim, w powiecie grójeckim, w gminie Nowe Miasto nad Pilicą. Znajduje się tam siedziba Sióstr Nazaretanek.
Wieś szlachecka Żdżar położona była w drugiej połowie XVI wieku w powiecie bielskim ziemi rawskiej województwa rawskiego. W latach 1975–1998 miejscowość należała administracyjnie do województwa radomskiego.
Przez miejscowość przepływa rzeczka Rokitna, lewobrzeżny dopływ Pilicy.
W Żdżarach znajduje się Szkoła Podstawowa im. bł. Franciszki Siedliskiej.
We wsi urodził się Józef Stępniak (bł. o. Florian Stępniak OFMCap).